# Степовое (Боровский район)
Степово́е (укр. Степове; до 2016 г. Пролета́рское) — село, Чернещинский сельский совет, Боровский район, Харьковская область, Украина.
Код КОАТУУ — 6321084509. Население по переписи 2001 г. составляет 121 (56/65 м/ж) человек.

## Географическое положение
Село Степовое находится между сёлами Чернещина и Червоный Став на расстоянии около 1 км.

## История
- 1918 — дата основания.
- 2016 год — село Пролетарское переименовано в Степовое.

## Экономика
- В селе есть молочно-товарная ферма.